# یواس‌اس دان مارکی (آی‌ایکس-۲۱۵)
یواس‌اس دان مارکی (آی‌ایکس-۲۱۵) (به انگلیسی: USS Don Marquis (IX-215)) یک کشتی بود که طول آن ۴۴۱ فوت ۷ اینچ (۱۳۴٫۵۹ متر) بود. این کشتی در سال ۱۹۴۳ ساخته شد.